# Función de Liouville
La función de Liouville, denotada por λ(n) y atribuida a Joseph Liouville, es una importante función en teoría de números. 
Si n es un entero positivo, entonces λ(n) es definido como:
{\displaystyle \lambda (n)=(-1)^{\Omega (n)},\,\!}
donde la función Ω(n) es el número de factores primos de n, contados con multiplicidad. Véase la (sucesión A008836 en OEIS). 
λ es una función completamente multiplicativa dado que Ω(n) es una función aditiva. Debido a que Ω(1) = 0 tenemos que λ(1) = 1. La función de Liouville satisface la siguiente identidad:
{\displaystyle \sum _{d|n}\lambda (d)=1\,\!} si n es un cuadrado perfecto, y:
{\displaystyle \sum _{d|n}\lambda (d)=0\,\!} de otro modo.

## Series
La serie de Dirichlet para la función de Liouville en términos de la función zeta de Riemann tiene la forma
{\displaystyle {\frac {\zeta (2s)}{\zeta (s)}}=\sum _{n=1}^{\infty }{\frac {\lambda (n)}{n^{s}}}.}
La serie de Lambert para la función de Liouville es
{\displaystyle \sum _{n=1}^{\infty }{\frac {\lambda (n)q^{n}}{1-q^{n}}}=\sum _{n=1}^{\infty }q^{n^{2}}={\frac {1}{2}}\left(\vartheta _{3}(q)-1\right),}
donde {\displaystyle \vartheta _{3}(q)} es la función theta de Jacobi.

## Conjeturas
La conjetura de Pólya es una conjetura formulada por George Pólya en 1919, esta establece que:
{\displaystyle L(n)=\sum _{k=1}^{n}\lambda (k)\leq 0}
para n > 1. Esta conjetura resultó ser falsa. El contraejemplo más pequeño es n = 906150257, encontrado por Minoru Tanaka en 1980. Se desconoce si L(n) cambia de signo infinitamente.
Definiendo la suma
{\displaystyle M(n)=\sum _{k=1}^{n}{\frac {\lambda (k)}{k}},}
se especula que en algún momento M(n) ≥ 0 para n ≥ n0 suficientemente grande (esta conjetura es ocasionalmente -pero incorrectamente- atribuida a Pál Turán). Esta fue refutada por Haselgrove en 1958 (véase la referencia), él mostró que M(n) toma valores negativos infinitas veces. De ser verdad esta conjetura, esta se puede ver como una prueba de la hipótesis de Riemann, como lo mostró Pál Turán.